# 上田悦子
上田 悦子（うえだ えつこ、1978年2月16日 - ）は、毎日放送（MBS）所属のアナウンサー。MBSを含むJNN・JRN加盟局の優秀なアナウンサーを表彰するアノンシスト賞で、2020年度に「テレビ　読み・ナレーション部門」の優秀賞を受賞した。愛称は『えっちゃん』。

## 人物・略歴
大阪府東大阪市出身。実家は電設資材を扱う上田電機百貨店を経営。趣味はスキューバダイビングや日本舞踊。既婚で、結婚後も旧姓の上田を放送上の名称に使っている。
四天王寺高等学校、大阪大学人間科学部卒業。卒業後の2000年、アナウンサーとして毎日放送へ入社した。同期入社のアナウンサーに、上田崇順と西村麻子がいる。
入社後は、『ちちんぷいぷい』（テレビの情報番組）をはじめ、テレビ・ラジオ番組へ幅広く出演。2006年8月から産休に入ったが、出産後の2007年7月17日に、アナウンサーとして職場復帰を果たしている。なお、上田崇順（2007年9月までの放送上の名称は「上田たかゆき」）と同期であるため、入社以来テレビ・ラジオの出演番組では必ずフルネームで紹介されている。2008年11月から2009年4月25日までは、MBSラジオの看板番組の1つ『ありがとう浜村淳です土曜日です』で、渡辺たかねの代役としてアシスタントを務めた。2009年からは、MBSラジオの旅情報番組企画「たびぐみプロジェクト」に参加。同年5月2日に放送された特別番組『MBSたびぐみプロジェクト第1弾! ゴールデンウィーク真っ只中! 今からでも行きたい!採れたて旅ラジオ』では、温泉にマイクを持ち込んでのリポートに挑戦した。2009年10月からMBSラジオで放送のナイターオフ番組『MBSたびぐみ とっておき旅ラジオ』では、「悦子を鉄子（鉄道ファン）に!」をテーマに、“西日本一の鉄道アナ”を自称する先輩アナウンサー・馬野雅行と水曜日のパーソナリティを担当。しかし、第2子を懐妊したため、同番組水曜日の最終放送（2010年3月24日）への出演を最後に再び産休へ入った。
MBSラジオでは、上記の産休から2度目の職場復帰を果たした2011年4月から、『ノムラでノムラだ♪ EXトラ!』木曜日にアシスタントとしてレギュラーで出演。2度目の産休を機にアシスタントを降板した『上野誠の万葉歌ごよみ』にも、上田の後を継いだ後輩アナウンサー・八木早希の毎日放送退社と産休明けが重なったことから、1年振りに復帰している。また、2012年4月から2014年3月までは、再び『ちちんぷいぷい』月曜日のアシスタントを務めていた。
2014年4月からは、かつてフィールドキャスターを務めた『VOICE』（MBSテレビ平日夕方のローカルニュースワイド番組）に、先輩アナウンサーでメインキャスター・高井美紀の後任として復帰。2019年3月の放送終了まで、同期の西村と担当曜日を分け合ってキャスターを務めた。同年4月から2021年3月までは、事実上の後継番組である『ミント!』でも、「Newsミント!」（関西ローカルニュースパート）月 - 水曜日のサブキャスターを担当していた。その一方で、2021年3月5日（金曜日）の『ちちんぷいぷい』生放送中に「歌が聴こえる」（バイク川崎バイクのショートショート）の朗読（同僚のアナウンサーである松本麻衣子・井上雅雄との群読）を披露したところ、第46回（2020年度）アノンシスト賞の「テレビ・読みナレーション部門」優秀賞を2人と共同で受賞した。
「新日本放送」時代の1959年3月1日からテレビ放送事業とラジオ放送事業を兼営してきた毎日放送は、2021年4月1日付でラジオ放送事業を「株式会社MBSラジオ」へ移管した。毎日放送は移管を機にテレビ単営局へ移行したが、上田はアナウンス職のまま同社の総合編成局（移管を機に新設）へ在籍する一方で、株式会社MBSラジオが制作・放送する番組にも「MBSアナウンサー」として出演。総合編成局アナウンスセンターの「シフター」（他のアナウンサーの勤務管理者）も任されている。ちなみに、MBSラジオでは2021年に、『栃木県 実際どうなん』（関西地方における栃木県の認知度を向上させるべく作られた広報CM）へ出演。大村浩士（兵庫県出身の新人アナウンサー）と共に関西弁でコミカルなやり取りを披露したところ、このCMが2022年の日本民間放送連盟賞でラジオCM部門の最優秀賞を受賞した。

## 出演番組・作品

### 現在の出演番組
- MBSニュース（テレビ・ラジオとも不定期）

毎日放送が在阪局でいち早く国際連合の「SDGメディア・コンパクト」へ参加していることを背景に、テレビ・ラジオ兼営局時代の2020年10月からは、国際連合が定める「SDGs17の目標」を啓発するアナウンサー企画にも参加している。
「SDGsのススメ」（2020年10月19日から2021年3月1日まで『ちちんぷいぷい』で毎週月曜日に放送されていたロケ企画）では、「Newsミント!」などへの出演と並行しながら、14番目の目標（「海の豊かさを守ろう」）関連のロケ取材を担当。『ちちんぷいぷい』『ミント!』の終了後は、後継番組の『よんチャンTV』内で5秒間放送される「みんなでやろう!SDGs」で、14番目の目標達成に向けた標語紹介のVTRに登場している。

#### テレビ
いずれも、高井が『医のココロ』と並行しながら単独で担当していた番組。本人が2023年1月25日に急逝したことを受けて、担当を正式に引き継いでいる。
- ザ・リーダー（インタビュアー、2023年3月12日 - ） 
  - 高井が出演していた時期から、毎月第2日曜日の早朝（基本として5時台）に放送。
- 皇室アルバム（ナレーター）
  - 高井が体調不良で収録への参加を見合わせていた2023年1月22日放送分から、後輩の女性アナウンサーが同月4月2日放送分までナレーションを交互に担当（当該項で詳述）。上田自身も、2月5日放送分（第3223集「日系の人々に心を寄せられて」）でナレーターを暫定的に務めていた。2023年4月9日の休止（TBSテレビの制作によるマスターズ・トーナメント第3日の日本国内向け中継に伴う措置）をはさんで、同月16日放送分（日付はいずれも毎日放送での放送日）から、高井の後任扱いで第6代ナレーターに就任[5]。

#### ラジオ
- 上野誠の万葉歌ごよみ（日曜日 → 土曜日5:30 - 5:45、第2代・第4代アシスタント、2008年4月 - 2010年3月・2011年4月 - ）
- 毎日カルチャースペシャル ラジオウォーク
  - 過去に司会陣の1人や、中継リポーターとして出演。産前産後休暇から復帰後の第31回（2012年3月20日）以降は、総合司会を務めている。
- こんちわコンちゃんお昼ですょ!
  - 最初の産前産後休暇に入るまで火曜日の中継リポーターを担当した後に、2017年10月5日から木曜日のアシスタントとして復帰。2020年6月18日放送分のオープニングでは、『Will You Dance?』（ジャニス・イアン）など3曲（1分半のアレンジバージョン）をピアノで独奏した。同年8月6日（木曜日）放送分のオープニングでも、ジャズアレンジ曲のピアノ独奏に挑戦。しかし、本人曰く「（100点満点の）30点」という演奏だったことから、「もう少し高みを目指したい」との理由で演奏企画に自ら幕を引いた[6]。2021年10月から、出演曜日を水曜日に変更（武川智美と出演曜日を交換）。
- コトノハ（不定期で出演）
  - 「コトノハ」（言葉）にこだわった毎日放送アナウンサー室制作の事前収録番組で、2021年10月4日から毎週月曜日（2023年9月25日までは21:45 - 22:00 → 同年10月2日以降は21:30 - 21:45）に放送。
  - 2023年1月9日（十日戎の前日に当たる「宵戎」）と2024年1月8日（いずれも成人の日）には、大学生時代に今宮戎神社の「福娘」を務めた経験を持つ毎日放送の現職アナウンサー全員（上田、古川、松井愛、清水麻椰）が当時の思い出や「福娘」の役割について語り合う企画（「十日えびす～福娘の思い出」）が放送された。
- えつことさんぽ（自身の単独出演で収録される散策ロケ番組）
  - 2023年4月9日（日曜日）から夜間（または夕方）に不定期（基本として3ヶ月に1回のペース）で編成されている1時間番組で、前月まで『上泉雄一のええなぁ!』（後述）で毎週月曜日に共演していた上泉雄一（先輩アナウンサー）がナレーションを担当。初回は「見て歩いて出会って・春の東大阪編」と銘打って、出身地の東大阪市で額田駅（近畿日本鉄道奈良線）の界隈を巡った模様や、中学校時代の同級生と石切劔箭神社で再開した模様を放送した。

### 過去の出演番組

#### テレビ
- ちちんぷいぷい
  - 産休前にアシスタントや『☆～ぃ印』担当として出演。2008年1月からコーナーリポーターとして復帰後、2008年4月から2010年3月まで月曜アシスタントを務めた。
  - 2度目の産休を経て、2012年4月から2014年3月24日まで、月曜日のアシスタントを再び担当。2014年4月10日放送分から、『VOICE』サブキャスターとの兼務扱いで、木・金曜日のニュースキャスターに転じた。2015年度以降は、同番組出演日の放送で、ニュース・報道系企画のナレーションを主に担当。
  - 2020年6月第1週からニュースコーナーが14時台の後半で復活したことに伴って、「Newsミント!」を担当する月 - 水曜日（同月中のみ月・火曜日）に報道フロアから単独でニュースを伝えていた。番組自体は2021年3月12日（金曜日）で終了したが、放送最終週（8 - 12日）は特別編成（「フィナーレウィーク」）でニュースコーナーを組み込まなかったため、放送上は同月3日（水曜日）放送分までニュースキャスターとして出演。
- ベリータ
- MBSニュース（不定期）
- でいりぃ げっと。（2002年10月 - 2004年10月3日）
- あん!（金曜日、アシスタント）
- VOICE
  - 以前はフィールドキャスターとして出演していた。2014年4月10日放送分から、木・金曜日の女性メインキャスターとして復帰。2015・2016年度は水 - 金曜日、2017・2018年度は月・金曜日を担当。
- 痛快!明石家電視台「MBSアナウンサー26人大集合スペシャル」（2014年4月7日、アナウンサーの1人としてゲストで出演）
- ミント!（2019年4月1日 - 2021年3月24日）
  - 西村が関西ローカルパート本編のアシスタントを務める月 - 水曜日に、「Newsミント!」のサブキャスターを担当。
  - ニュースキャスターとして『VOICE』時代からコンビを組む先輩アナウンサーの西靖が休演する週には、「Newsミント!」の全曜日で西に代わってメインキャスターを務めた。『おうちにいようよ（→あしたのために） ちちんぷいぷい&ミント!』（新型コロナウイルスへの感染拡大防止策の一環で2020年4月20日から5月29日まで編成）でも、月・火曜日の「Newsミント!」でメインキャスターを担当。『ミント!』内での放送を再開した同年6月1日以降も、同月30日（火曜日）までメインキャスターを続けていた。7月第2週放送分から、月 - 水曜日のサブキャスターに復帰。
  - 関西ローカルパートの本編は2021年3月5日で放送を終了したが、「Newsミント!」は単独番組として同月26日（いずれも金曜日）まで放送を続けたため、放送上は同月24日（水曜日）放送分までサブキャスターを担当。
- コトノハ図鑑→「へぇ～のコトノハ」（不定期）
  - 所属する毎日放送アナウンサー室の企画で、2018年7月から2020年3月まで『コトノハ図鑑』（事前収録のレギュラー番組）として放送された後に、2020年4月から2021年3月まで「へぇ～のコトノハ」（『ちちんぷいぷい』月・水曜日→水曜日のレギュラーコーナー）へ移行。
  - 「へぇ～のコトノハ」については、「Newsミント!」キャスター担当日の本番直前に放送されていたため、調査ロケVTRのナレーションを随時担当。『ちちんぷいぷい』のニュースコーナー（14時台後半）へ出演してから、「へぇ～のコトノハ」（15:30前後）でナレーションが流れる日もあった。
- 医のココロ（2021年10月9日 - 2023年9月17日※最終担当日）
  - 2014年4月から放送されていた医療情報番組で、同僚の女性アナウンサー（高井美紀＝2023年1月8日放送分まで・藤林温子＝2023年6月18日放送分より・古川圭子・松川浩子・武川智美）が放送上週替わりで務めるナビゲーターに起用。同期入社の西村も、2021年11月27日放送分より担当していた。
  - 2022年7月17日放送分から2023年7月30日放送分まで約1年間出演が途絶えていた。
- よんチャンTV（2021年3月30日 - 2024年3月22日） 
  - 番組の開始当初は、火曜日にナレーターを務めていたほか、「なんで?らいよん」（視聴者などからの疑問を調査する企画）のロケリポートを随時担当。当時ニュースキャスターを務めていた大吉洋平（後輩アナウンサー）が休演する日に、大吉に代わって「4chanニュース」（関西ローカルニュース）関連のコーナーを進行することもあった（最初の該当例は2021年6月11日＝金曜日）。
  - 大吉がニュースキャスターを退いた1週間後（2022年10月7日放送分）から、「スタジオ担当」として毎週金曜日に登場。毎日放送が平日の夕方にレギュラーで編成している生放送番組へのレギュラー出演は、サブキャスターを務めていた「Newsミント!」の終了（2021年3月）以来およそ1年半振りである。
  - 2023年の2月第2週からは、水・木曜日の「スタジオ担当」だった玉巻映美（後輩アナウンサー）の産前産後休暇入りに伴って木曜日にも担当。「スタジオ担当」が「サブキャスター」に改称された2023年4月からは、金曜日のみの出演に戻っていた。玉巻が第1子の出産と職場復帰を経て、2024年の3月第4週から火曜日の「進行（担当）」として出演を再開することを背景に、前週の金曜日（同月22日）にサブキャスターの担当を終了。

#### ラジオ
- MBSたびぐみ とっておき旅ラジオ（2009年度のナイターオフ番組、水曜日のパーソナリティ）
- MBSたびぐみプロジェクト第1弾! ゴールデンウィーク真っ只中! 今からでも行きたい!採れたて旅ラジオ
（前述、リポーター兼パーソナリティ）
- MBSニュース（不定期）
- 桂三枝の茶屋町ホテル（アシスタント、降板後も不定期で代役を担当）
- MBSどっと!アナ・DJ OKAN R-35（2007年度のナイターオフ番組、週替わりでパーソナリティを担当）
- 音の散歩道
- ありがとう浜村淳です土曜日です（土曜日、2008年11月 - 2009年4月25日、産休の渡辺たかねの代役）
- 朝もラジオと決めてますパーソナリティ（2012年10月 - 2013年9月）
- ノムラでノムラだ♪（木曜日 →　火曜日、アシスタント、2011年4月 - 2015年3月24日）
  - 『ノムラでノムラだ♪ EXトラ!』というタイトルで放送していた2011年4月に、産前産後休暇からの復帰後初レギュラー番組として出演を開始。『VOICE』への復帰に『ノムラでノムラだ♪』への改題が重なった2014年4月から、出演日を火曜日に変更した。後番組の『上泉雄一のええなぁ!』にも、出演者で唯一続投。
- 上泉雄一のええなぁ!（火曜日→金曜日→月曜日）
  - 2015年4月2日から 2019年3月26日までは、火曜日の「知ってええなぁ!ちなみNEWS」（15時台）の進行役を担当。『坪田信貴のええなぁ!』として放送された2015年8月25日には、坪田信貴（坪田塾塾長で当時の火曜パートナー）が夏季休暇中の上泉に代わって初めてパーソナリティを務めたため、パートナー代理として出演した。
  - 2016年から2018年までは、上泉の夏季休暇中に、坪田とのコンビで『上田悦子のええなぁ!』としてパーソナリティ代理を務めた。
  - 放送時間の大半が重なる『ミント!』火曜日への出演開始を機に、2019年6月28日からは、金曜日の「知ってええなぁ!ちなみNEWS」を、嘉門タツオ出演日に担当（同日以降は7月12日、8月16日が該当[7]）。平日で金曜日のみ生放送番組をレギュラーで担当していなかったことに伴う復帰だったが、同年9月27日限りで金曜日の放送が終了したことに伴って、いったん降板した。
  - 『ミント!』の終了を機に、2021年4月19日から月曜放送分で出演を再開。他の女性アナウンサーとの週替わり出演ながら、「知ってええなぁ!ちなみNEWS」の進行役に加えて、「週刊カネスポ」（月曜パートナーで野球解説者の金村義明による17時台前半のスポーツ評論コーナー）のナレーターを務めた。放送枠を平日の早朝（6:00 - 8:00）に変更した2021年10月からは、月曜日のパートナーを2023年3月まで担当。
- おとなの駄菓子屋（アシスタントとして不定期で出演）
- 松井愛のすこ〜し愛して♥
  - 通常はシフト勤務で、番組内の『MBSニュース』を随時担当。2015年8月10日（月曜日）、2017年12月5日（火曜日）、2019年8月16日（金曜日）[8]、2022年8月15日（月曜日）、10月27日（木曜日）には、先輩アナウンサーでもある松井愛の休演に伴って、全編でパーソナリティ代理を務めた。
- MBSヨル隊 メッセンジャーあいはらの夜はこれから!
  - 2018年度からアシスタントを務める後輩アナウンサーの藤林温子が休暇に入っていた2019年11月27日放送分に、藤林の代役で出演。ナイターオフ期間の水曜日18:00からの生放送番組にもかかわらず、「Newsミント!」でサブキャスターを担当してから全編に登場した。
- 子守康範 朝からてんコモリ!
  - 『上泉雄一のええなぁ!』（平日早朝版）の前番組で、金曜日のアシスタントを務めていた高井が鼻の手術（粘膜下下鼻甲介骨切除手術、鼻中隔矯正術、内視鏡下副鼻腔手術）のため休暇に入っていた2019年12月20日放送分に、高井の代役で出演。
- あどりぶラヂオ（2021年4月改編から月に1回のペースで木曜未明放送分のパーソナリティを担当）
  - 2019年1月3日放送分の「MBSアナウンサースペシャル」（アナウンサーによるパーソナリティリレー企画）で初めて出演した。同年10月18日からは、当時アナウンサーが週替わりで登場していた金曜未明（木曜深夜）放送分で、全編のパーソナリティを随時担当。
- MBSヨル隊 ナジャ・グランディーバのレツゴーフライデー（ナイターオフ期間限定の生放送番組）
  - 2018年度までは放送の時間帯（金曜日の18時台）に『VOICE』でサブキャスターを務めていたが、同番組が終了した2019年度に、2020年1月24日放送分で「ナジャじゃジャーナル」（毎日放送のアナウンサーが週替わりで登場するコーナー）に初めて出演。
- ポチっとMini枠（2023年6月12日 - 6月15日）
  - 「夕方もポチっとMラジ」月 - 木曜分の16時台終盤（16:53 - 17:00）に内包されている事前収録のコーナーで、主に毎日放送の現職アナウンサーから1名が週替わりでパーソナリティを担当。

プロ野球のナイトゲーム中継を延長した場合に放送される後続番組の繰り下げ告知には、『MBSタイガースナイター』時代の2003年から『MBSベースボールパーク』時代の2020年まで、上田によるアナウンス音源が使われていた。

### 実写映画
- あまろっく（2024年） - 毎日放送が製作幹事団体に名を連ねていたことを背景に、主人公の1人である近松優子（演：江口のりこ）が勤務先（白鳥総合研究所）の社長（演：浜村淳）から表彰されるシーンに司会者役で出演。